# Scorefor
Scorefor (gegründet unter dem Namen Shit) ist eine deutsche Punkrock-Band aus Sachsenkam.

## Geschichte
1996 gründeten die vier Freunde Florian Kropius, Andreas Rammler, Steve Lachner und Jens Hoffmann die Punk-Band Shit, welche allerdings nach kurzer Zeit in Scorefor umbenannt wurde. Noch im selben Jahr gewann sie den Zündfunk-Bandwettbewerb des Bayerischen Rundfunks im Rahmen einer B2-Livesendung. Nach diesem Wettbewerbserfolg ging es weiter bergauf. Es folgten Konzerte in ganz Bayern, unter anderem für renommierte Acts wie Bananafishbones, Blumentopf und viele mehr. Schon nach kurzem Bandbestehen wurden erstmals Songs auf Kompilationen platziert sowie zwei eigene EPs veröffentlicht. Letztere mit dem Titel Rotten Kid verkaufte sich bereits ohne jegliche Marketing- und Vertriebsunterstützung knapp 800-mal.
Im November 2000 entschied sich das Visions-Magazin dazu, das Lied Fit in auf den „All Areas“-Sampler zu packen, was schließlich die Tonträgerkette WOM so überzeugte, dass Scorefor umgehend für den „WOM New Talents Act 2000“ nominiert wurde und daraufhin unter den besten drei Bands landete. Nur einen Monat später stieß schließlich das Magazin Rock Hard auf die Band und platzierte den Track I will auf ihrer „Unerhört“-CD.
Anfang 2001 unterschrieben die Bandmitglieder einen Management-Vertrag bei Modern Noise, und bereits im Juli folgten die ersten Angebote von Plattenfirmen aus dem In- und Ausland. Das Rennen machte schließlich das Label Wolverine im Vertrieb der SPV. Dieses veröffentlichte im September die Single I Don’t Know Why und ließ zum Ende des gleichen Monats den kompletten Longplayer Leaving the Birdcage folgen.
Im Dezember 2001 drehte die Band einen Videoclip zum Lied Heavy Weight Champion, das schließlich im März als Single veröffentlicht wurde.
Im Frühjahr 2003 ging es dann erneut ins Studio, um dort das Album Just Another Version of Truth aufzunehmen, welches ab Juni 2003 erhältlich war. Hier gab es ebenfalls eine Singleauskopplung mit dem Lied Where Are the Flowers Daddy Used to Bring, zu welchem auch ein Musikvideo produziert wurde.
Für gewöhnlich sind die Texte von Scorefor ausschließlich auf Englisch; 2004 veröffentlichten sie jedoch die komplett deutsche Single Söhne der Berge, eine inoffizielle rockige Vereinshymne für den EC Bad Tölz.
Nach einer Tour in den USA und Kanada wurde im November 2005 die Single Can’t Wake up und das dazugehörige Album Three Chord Symphony herausgebracht. Zuletzt erschien 2016 mit Milano eine Coverversion von Bologna, einem Titel der Band Wanda.

## Sonstiges
Der genaue Musikstil von Scorefor lässt sich irgendwo zwischen Skatepunk, Melodycore und Deutschpunk einordnen. Ähnlich wie beim Skatepunk vermitteln die meisten ihrer Lieder Spaß, oft enthalten sie aber auch gesellschaftskritische Texte, ein besonderes Beispiel hierfür wäre der Song Can’t Wake up.
Trotz ihres Erfolges dient der Keller des Elternhauses immer noch als Proberaum und sowohl Bassist Andreas Rammler als auch Gitarrist Stefan Lachner sind tagsüber als Bankkaufmann tätig und Florian Kropius als Hauptschullehrer.
2007 richtete die Band anlässlich ihres 10-jährigen Bestehens das "der Süden bebt" Festival in Bad Tölz aus, bei dem unter anderem Liquido spielte.

## Diskografie

### Singles
- I'm a Rotten Kid
- 2001: I Don't Know Why
- 2002: Heavyweight Champion
- 2004: Söhne der Berge (EC Bad Tölz Fansong)
- 2005: Where Are the Flowers Daddy Used to Bring
- 2005: Can't Wake up
- 2012: Wir hol'n die Meisterschaft (FCB Fansong, nur Youtube)
- 2012: Bayern ist Leidenschaft (FCB Fansong, nur Youtube)
- 2014: Südkurve München – Das sind wir
- 2016: Milano

### Alben
- 26. September 2001: Leaving the Birdcage
- 16. Juni 2003: Just Another Version of Truth
- 4. November 2005: Three Chord Symphony
- 12. Juli 2008: Living in the Moment
- Frühjahr 2017: Lost Memories (4-Track Album, nur online erhältlich)

## Auszeichnungen
- 1. Platz „Zündfunk-Bandwettbewerb“ des Bayerischen Rundfunks
- 3. Platz „WOM New Talents Act 2000“